# Platycephala maculata
Platycephala maculata är en tvåvingeart som beskrevs av Shu Wen An och Yang 2003. Platycephala maculata ingår i släktet Platycephala och familjen fritflugor. Inga underarter finns listade i Catalogue of Life.